# Setophaga coronata
Espèce
Statut de conservation UICN

 LC  : Préoccupation mineure
Setophaga coronata (anciennement Dendroica coronata) est une espèce de passereaux (une paruline) appartenant à la famille des Parulidae.

## Taxonomie
Les travaux de Milá et al. (2007), Brelsford & Irwin (2009), Brelsford et al. (2011) montrent que l'espèce que l'on appelle jusque-là Paruline à croupion jaune (Setophaga coronata) est un complexe d'espèces avec des populations séparées qui ne s'hybrident pas ou peu. Ces populations (constituant des sous-espèces distinctes) sont donc séparées. La sous-espèce goldmani devient l'espèce Setophaga goldmani ; les sous-espèces auduboni et nigrifrons, d'abord considérées comme deux espèces distinctes sont finalement fusionnées et deviennent l'espèce Setophaga auduboni ; et la sous-espèce Setophaga coronata coronata devient la nouvelle espèce (ci-contre) Setophaga coronata.
Par conséquent, cette espèce est monotypique (pas divisée en sous-espèce).

## Habitats et répartition
Ce passereau se trouve en Amérique du Nord : au Canada, et dans le centre et l'est des États-Unis.

## Galerie

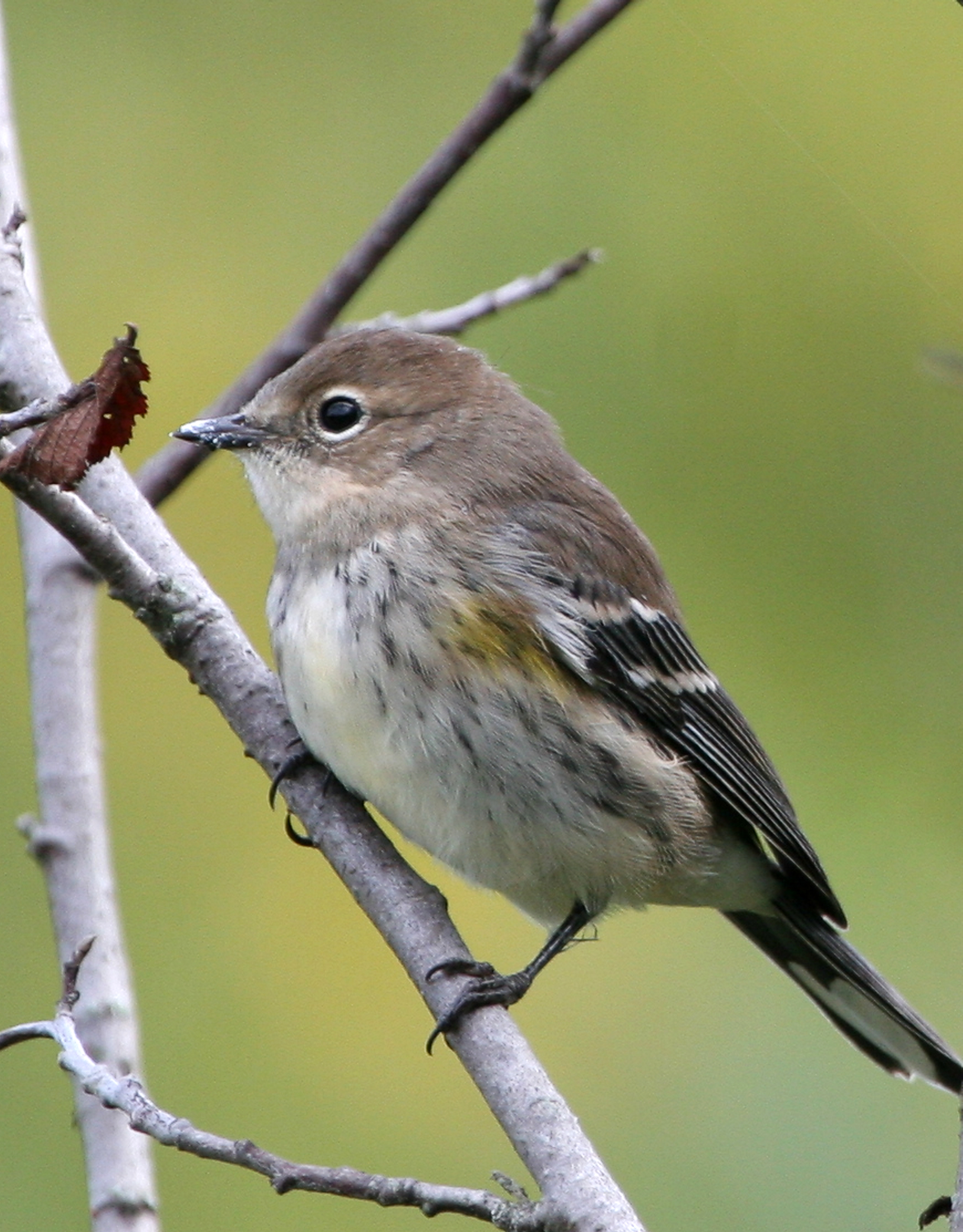
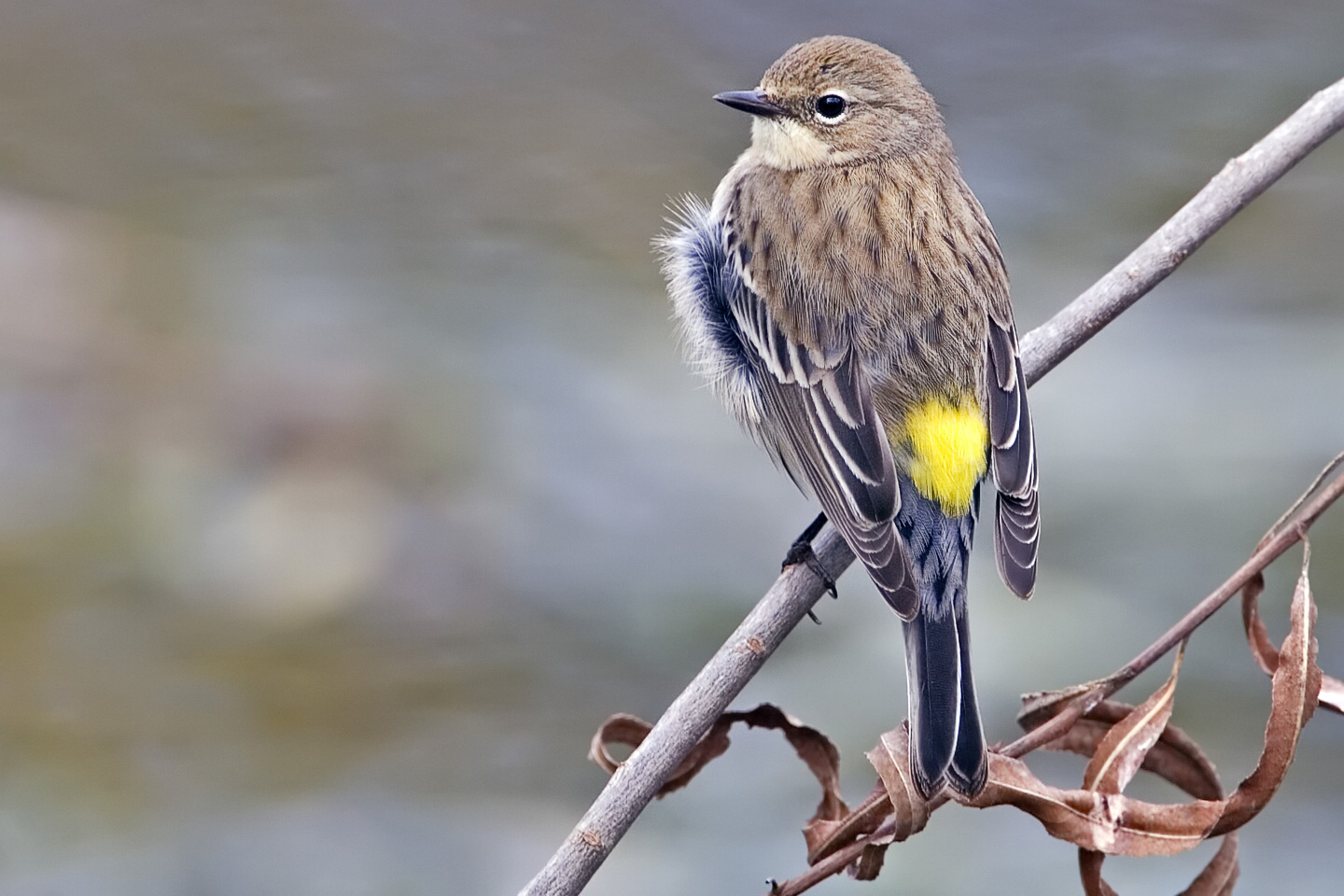
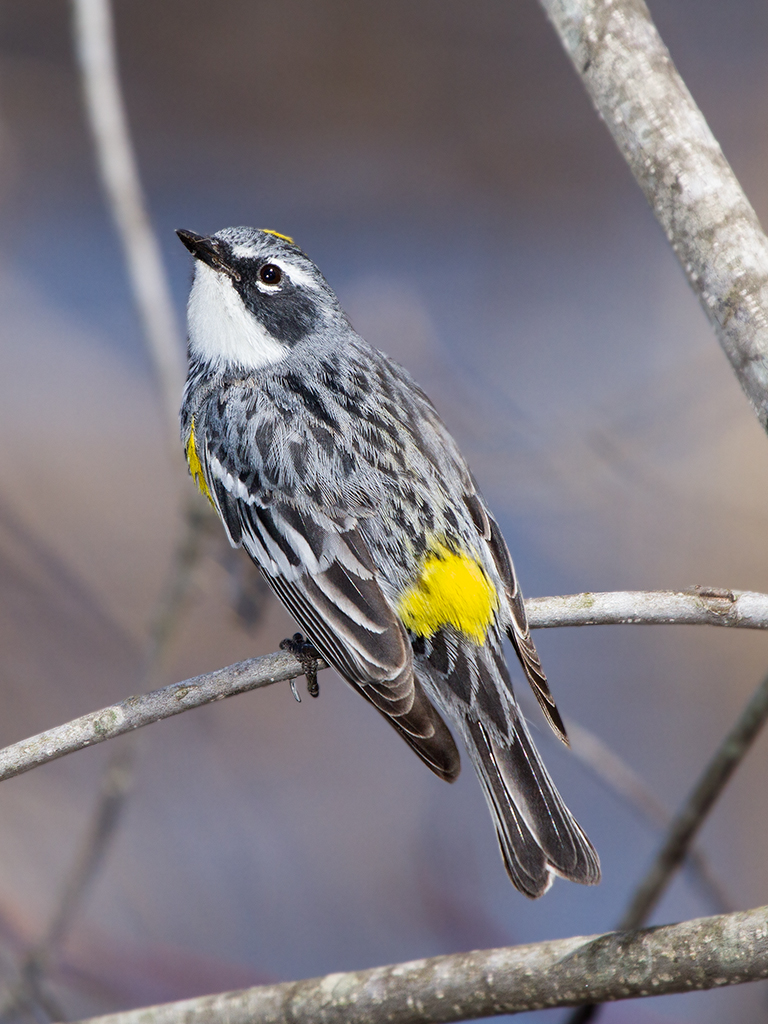
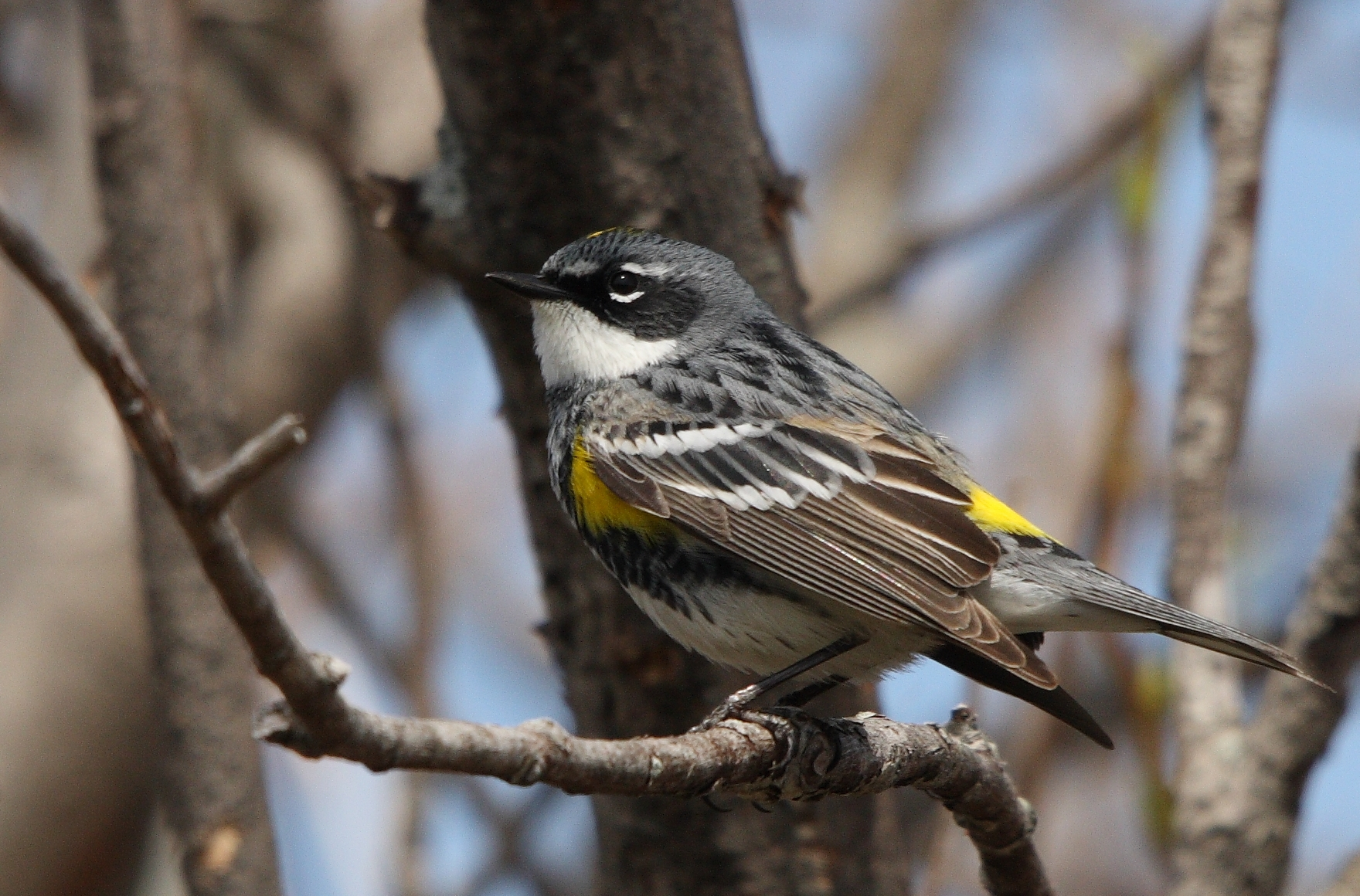